# Hungria nos Jogos Paralímpicos de Verão de 2012
A Hungria é um dos participantes dos Jogos Paralímpicos de Verão de 2012, em Londres, no Reino Unido.

## Medalhistas
| Atleta     | Esporte | Evento                     | Medalha |
| ---------- | ------- | -------------------------- | ------- |
| Tamas Toth | Natação | 50 m livre masculino - S9  | Prata   |
| Tamas Sors | Natação | 400 m livre masculino - S9 | Prata   |

## Desempenho

### Levantamento de peso
Masculino
| Atletas      | Evento  | Resultado | Posição |
| ------------ | ------- | --------- | ------- |
| Sandor Sas   | -100 kg | NM        | NM      |
| Csaba Szavai | +100 kg | 192,0     | 8º      |

### Natação
Masculino
| Atletas         | Evento                | Preliminares | Preliminares | Final       | Final       |
| Atletas         | Evento                | Marca        | Posição      | Marca       | Posição     |
| --------------- | --------------------- | ------------ | ------------ | ----------- | ----------- |
| Zsolt Vereczkei | 50 metros livre - S5  | 39s46        | 12º          | Não avançou | Não avançou |
| Ferenc Csuri    | 50 metros livre - S8  | 29s06        | 13º          | Não avançou | Não avançou |
| Csaba Meilinger | 50 metros livre - S9  | 26s71 Q      | 7º           | 26s86       | 8º          |
| Tamas Toth      | 50 metros livre - S9  | 25s67 Q      | 2º           | 25s75       |             |
| Tamas Sors      | 50 metros livre - S9  | 26s87 Q      | 8º           | 26s79       | 7º          |
| Ferenc Csuri    | 400 metros livre - S8 | 5min13s88    | 12º          | Não avançou | Não avançou |
| Tamas Sors      | 400 metros livre - S9 | 4min24s34 Q  | 7º           | 4min17s95   |             |